# Irina Korzjanenko
Irina Nikolajevna Korzjanenko (ryska: иpиинa Hиколаевна Коржаненко), född den 16 maj 1974 i Azov i Ryska SSR, är en rysk före detta friidrottare som tävlade i kulstötning.
Korzjanenkos första mästerskapsfinal var VM-finalen 1995 då hon slutade tolva. Vid inomhus-VM 1997 blev hon bronsmedaljör. Däremot misslyckades hon med ta sig till final vid VM-utomhus samma år. 
Under 1998 blev hon euroapmästare inomhus. Utomhus slutade hon tvåa vid EM i Budapest efter Vita Pavlysj. 1999 lyckades hon stöta 21,15 vid en inomhustävling i Moskva, en längd som förde upp henne bland de bästa genom tiderna. 
Efter att inte ha tävlat under några år var hon tillbaka till VM 2001 i Edmonton där hon slutade femma. Bättre gick det vid EM 2002 då hon vann guld efter en stöt på 20,64. Hon följde upp segern med att även bli världsmästare inomhus 2003 med en stöt på 20,55. 
Hon var vidare i final vid VM 2003 och slutade då fyra efter en stöt på 19,17. Hon var en av favoriterna inför Olympiska sommarspelen 2004. Väl där var hon överlägsen, alla hennes fyra stötar var längre än tvåan Yumileidi Cumbas. Lyckan blev emellertid kortvarig när det visade sig att hon varit dopad och fråntogs guldet. Hon avstängdes på livstid av IAAF.